# Fußball-Regionalliga 1965/66
Die Fußball-Regionalliga-Saison 1965/66 war die dritte Spielzeit der seinerzeit zweithöchsten Spielklasse im deutschen Fußball.
In der Aufstiegsrunde setzten sich Fortuna Düsseldorf und Rot-Weiss Essen durch.

## Modus
Gespielt wurde in fünf verschiedenen Regionalligen. Die zwei besten Mannschaften der Regionalligen Nord, Süd, Südwest und West sowie der Meister der Regionalliga Berlin spielten am Ende der Saison in zwei vier Mannschaften umfassenden Gruppen die beiden Erstligaaufsteiger aus.

## Nord

### Saisonverlauf
Um die Meisterschaft gab es einen Dreikampf zwischen dem vorjährigen Titelverteidiger Holstein Kiel, dem Vizemeister St. Pauli und Göttingen 05. Die Elf vom Millerntor stand bis Mitte der Rückrunde mit Abstand an der Tabellenspitze. Der von TuS Celle gekommene junge Torjäger Siegfried Bronnert schoss zusammen mit Horst Haecks einen klaren Vorsprung gegenüber Göttingen und Kiel heraus. Den Meistertitel konnte dadurch sogar die deutliche negative Bilanz der letzten acht Spiele mit 4:12 Punkten nicht verhindern. Der Titelverteidiger aus Kiel hatte sich mit Kröpelin (Hamburger SV), Skrotzki (VfR Neumünster) und Witt (Arminia Hannover) zwar individuell verstärkt, hatte aber vor den letzten acht Punktspielen schon 20 Minuspunkte auf dem Konto und konnte mit dem Schlussspurt von 15:1 Zählern, nur noch punktgleich hinter Göttingen den dritten Rang belegen. Die Mannschaft von Trainer Fritz Rebell, Göttingen 05, schleppte bis zum Ende die 0:8-Starthypothek mit sich herum und war deshalb zufrieden mit der Vizemeisterschaft. In die Amateurliga rutschten der SV Friedrichsort und Victoria Hamburg ab. Horst Haecks von St. Pauli holte sich mit 26 Treffern die Torjägerkrone, gefolgt von Dieter Meyer aus Bergedorf (24 Tore) und Siegfried Bronnert (ebenfalls St. Pauli) mit 23 Toren.
Drei Spieler wechselten 1966 in die Fußball-Bundesliga:
- Siegfried Bronnert (FC St. Pauli)
- Gerd Saborowski (Holstein Kiel)
- Jürgen Weidlandt (FC St. Pauli)

### Abschlusstabelle
| Pl. | Verein               | Sp. | S  | U  | N  | Tore    | Quote | Punkte |
| --- | -------------------- | --- | -- | -- | -- | ------- | ----- | ------ |
| 1.  | FC St. Pauli         | 32  | 20 | 4  | 8  | 084:390 | 2,15  | 44:20  |
| 2.  | 1. SC Göttingen 05   | 32  | 20 | 3  | 9  | 065:320 | 2,03  | 43:21  |
| 3.  | Holstein Kiel (M)    | 32  | 18 | 7  | 7  | 068:410 | 1,66  | 43:21  |
| 4.  | Bremerhaven 93       | 32  | 15 | 8  | 9  | 061:470 | 1,30  | 38:26  |
| 5.  | VfB Lübeck           | 32  | 12 | 12 | 8  | 044:350 | 1,26  | 36:28  |
| 6.  | SV Arminia Hannover  | 32  | 15 | 5  | 12 | 067:490 | 1,37  | 35:29  |
| 7.  | VfL Osnabrück        | 32  | 14 | 4  | 14 | 056:550 | 1,02  | 32:32  |
| 8.  | VfL Wolfsburg        | 32  | 15 | 2  | 15 | 055:550 | 1,00  | 32:32  |
| 9.  | SC Concordia Hamburg | 32  | 13 | 6  | 13 | 049:520 | 0,94  | 32:32  |
| 10. | Altona 93            | 32  | 13 | 5  | 14 | 041:470 | 0,87  | 31:33  |
| 11. | ASV Bergedorf 85     | 32  | 13 | 4  | 15 | 056:650 | 0,86  | 30:34  |
| 12. | VfB Oldenburg        | 32  | 10 | 10 | 12 | 058:690 | 0,84  | 30:34  |
| 13. | Bremer SV (N)        | 32  | 13 | 2  | 17 | 058:680 | 0,85  | 28:36  |
| 14. | Itzehoer SV (N)      | 32  | 11 | 6  | 15 | 048:600 | 0,80  | 28:36  |
| 15. | VfV Hildesheim       | 32  | 8  | 9  | 15 | 035:540 | 0,65  | 25:39  |
| 16. | SV Friedrichsort     | 32  | 9  | 4  | 19 | 045:740 | 0,61  | 22:42  |
| 17. | SC Victoria Hamburg  | 32  | 4  | 7  | 21 | 036:840 | 0,43  | 15:49  |

| (M) | Regionalligameister Nord 1964/65 |
| (N) | Aufsteiger 1964/65               |

### Aufstiegsrunde zur Regionalliga Nord
Die Amateurmannschaften von Hannover 96 und Eintracht Braunschweig als Erster bzw. Dritter aus Niedersachsen durften nicht an der Aufstiegsrunde teilnehmen. Es rückten die Tabellenvierten und -fünften Leu Braunschweig bzw. TSR Olympia Wilhelmshaven nach.

#### Gruppe A
| Pl. | Verein                    | Sp. | S | U | N | Tore    | Quote | Punkte |
| --- | ------------------------- | --- | - | - | - | ------- | ----- | ------ |
| 1.  | SC Sperber Hamburg        | 6   | 3 | 2 | 1 | 014:500 | 2,80  | 08:40  |
| 2.  | 1. FC Wolfsburg           | 6   | 3 | 2 | 1 | 010:600 | 1,67  | 08:40  |
| 3.  | TSR Olympia Wilhelmshaven | 6   | 2 | 1 | 3 | 006:900 | 0,67  | 05:70  |
| 4.  | VfR Neumünster            | 6   | 1 | 1 | 4 | 006:160 | 0,38  | 03:90  |

Die punktgleichen Mannschaften aus Hamburg und Wolfsburg ermittelten in einem Entscheidungsspiel den Aufsteiger aus der Gruppe A. Das Spiel fand am 22. Juni 1966 in Uelzen statt.
|                    | Ergebnis  |                 |
| ------------------ | --------- | --------------- |
| SC Sperber Hamburg | 3:2 n. V. | 1. FC Wolfsburg |

#### Gruppe B
| Pl. | Verein                 | Sp. | S | U | N | Tore    | Quote | Punkte |
| --- | ---------------------- | --- | - | - | - | ------- | ----- | ------ |
| 1.  | HSV Barmbek-Uhlenhorst | 6   | 4 | 0 | 2 | 018:900 | 2,00  | 08:40  |
| 2.  | Eintracht Bremen       | 6   | 3 | 1 | 2 | 013:140 | 0,93  | 07:50  |
| 3.  | Leu Braunschweig       | 6   | 2 | 1 | 3 | 010:130 | 0,77  | 05:70  |
| 4.  | Schleswig 06           | 6   | 2 | 0 | 4 | 006:110 | 0,55  | 04:80  |

## Berlin

### Saisonverlauf
Der Zwangsabsteiger aus der Fußball-Bundesliga, Hertha BSC ließ als Neuling der Regionalliga das Publikum hellen Scharen in die Stadien bzw. auf die Sportplätze der Stadt strömen. Dies betraf auch die Auswärtsspiele. 4.600 Zuschauer kamen zum Berliner SV 92 am 22. August 1965. 5.100 Zuschauer konnte Blau-Weiß 90 Berlin am 26. September 1965 beim Heimspiel gegen Hertha BSC verbuchen. 5.000 Interessierte ließen beim Heimspiel von Hertha Zehlendorf gegen den Tabellenführer am 10.20.1965 die Kassen klingeln, das 2:3 endete. Sogar 13.500 Interessierte verfolgten die 1:4-Niederlage von Tennis-Borussia gegen die Hertha. Selbst der abgeschlagen am Tabellenende stehende Traditionsclub Viktoria 89 Berlin lockte Anfang März 1966 2.800 Zuschauer ins Stadion, bei seiner 1:6 Heimniederlage gegen den Ex-Bundesligisten und beim späteren Mit-Absteiger SC Gatow platzte der Sportplatz aus allen Nähten, als Hertha BSC am 13. März 1966 viel Mühe hatte, einen 2:1-Auswärtssieg zu erzielen. Das bestbesuchte Heimspiel der alten Dame war am 20. März 1965 der 4:1-Sieg im Olympiastadion gegen den Spandauer SV. Am Ende der Saison holte sich die Hertha souverän mit 58:2 Punkten die Berliner Meisterschaft vor dem Titelträger des Vorjahres, Tennis Borussia Berlin. Beim Spandauer SV gab es am 14. November 1965 die einzige Rundenniederlage für den Liga-Besten. Spandau gewann das Spiel vor 7 100 Zuschauern nach einem 0:1-Halbzeitrückstand mit 3:1 Toren. Zum Start gab es für Hertha am 15. August 1965
einen 3:1-Heimerfolg vor 4.000 Zuschauern im fast leeren Olympia-Stadion gegen den SC Gatow und Tennis Borussia verlor den ersten Punkt beim 2:2-Unentschieden gegen SC Staaken. Das Vorrundenspiel fand am 12. Dezember 1965 statt und brachte einen 4:1-Auswärtserfolg von Hertha bei den Veilchen vor 13.500 Zuschauern. Am letzten Spieltag, dem 22. Mai 1966, schlug Hertha den Vizemeister Tennis-Borussia mit 8:1 Toren, obwohl TeBe acht Tage zuvor den Spandauer SV mit 8:1 Toren bezwungen hatte. Hertha – mit den Stürmern Michael Krampitz, Helmut Faeder, Kurt Schulz und Willibert Kremer – sorgte auch noch mit dem 9:0-Erfolg gegen den Berliner SV 92 und dem 11:0 gegen den Lichterfelder SU für zwei weitere Kantersiege. Die Vizemeisterschaft von Tennis Borussia Berlin berechtigte nicht zur Teilnahme an der Aufstiegsrunde zur Bundesliga. Für den Verein wie auch die herausragenden Akteure Georg Damjanoff, Bernd Gersdorff, Willi Kraus, Werner Lungwitz, Bernd Sobeck und Hans Tylinski war das bedauerlich.
Die Torschützenliste wurde von Hans Tylinski von Tennis Borussia mit 36 Toren vor den zwei Hertha-BSC-Akteuren Helmut Faeder mit 32 und Kurt Schulz mit 26 Toren angeführt. Den Weg in die Bundesliga zur Runde 1966/67 erreichten Werner Lungwitz und Willi Kraus. Den Weg in das Amateurlager beschritten der SC Tegel, SC Gatow und Viktoria 89.

### Abschlusstabelle
| Pl. | Verein                     | Sp. | S  | U | N  | Tore    | Quote | Punkte |
| --- | -------------------------- | --- | -- | - | -- | ------- | ----- | ------ |
| 1.  | Hertha BSC (A)             | 30  | 29 | 0 | 1  | 136:250 | +111  | 58:20  |
| 2.  | Tennis Borussia Berlin (M) | 30  | 21 | 2 | 7  | 108:500 | +58   | 44:16  |
| 3.  | Spandauer SV               | 30  | 18 | 6 | 6  | 088:530 | +35   | 42:18  |
| 4.  | Wacker 04 Berlin           | 30  | 16 | 4 | 10 | 077:520 | +25   | 36:24  |
| 5.  | Hertha Zehlendorf          | 30  | 16 | 3 | 11 | 053:430 | +10   | 35:25  |
| 6.  | SC Staaken (N)             | 30  | 14 | 6 | 10 | 054:470 | +7    | 34:26  |
| 7.  | BFC Südring                | 30  | 10 | 8 | 12 | 049:530 | −4    | 28:32  |
| 8.  | 1. FC Neukölln (N)         | 30  | 11 | 6 | 13 | 051:620 | −11   | 28:32  |
| 9.  | Berliner SV 92             | 30  | 13 | 1 | 16 | 049:650 | −16   | 27:33  |
| 10. | Blau-Weiß 90 Berlin        | 30  | 10 | 5 | 15 | 050:580 | −8    | 25:35  |
| 11. | Reinickendorfer Füchse     | 30  | 10 | 5 | 15 | 050:700 | −20   | 25:35  |
| 12. | VfB Hermsdorf (N)          | 30  | 10 | 4 | 16 | 061:750 | −14   | 24:36  |
| 13. | Lichterfelder SU (N)       | 30  | 9  | 5 | 16 | 034:820 | −48   | 23:37  |
| 14. | SC Tegel (N)               | 30  | 8  | 6 | 16 | 034:760 | −42   | 22:38  |
| 15. | SC Gatow (N)               | 30  | 7  | 5 | 18 | 036:600 | −24   | 19:41  |
| 16. | Viktoria 89 Berlin         | 30  | 3  | 4 | 23 | 034:930 | −59   | 10:50  |

| (M) | Regionalligameister Berlin 1964/65            |
| (A) | Absteiger aus der Bundesliga 1964/65          |
| (N) | Aufsteiger aus der Amateurliga Berlin 1964/65 |

## West

### Saisonverlauf
In der Regionalliga West spielten 18 Mannschaften. Neulinge sind der VfB Bottrop und der VfL Bochum. Zunächst erhoffte man sich einen Zuwachs auch durch den regulär aus der Bundesliga abgestiegenen FC Schalke 04. Doch dank einer kurz vor Saisonstart vorgenommenen Erweiterung der Bundesliga auf 18 Vereine, blieb Schalke erstklassig. Trotz des nun wieder freien Platzes in der Regionalliga sollte der Tabellenvorletzte der Regionalliga-Saison 1964/65, die STV Horst-Emscher absteigen. Nach heftigen Protesten werden sie jedoch wieder aufgenommen.
Der Tabellendritte des Vorjahres, Fortuna Düsseldorf, holte sich mit dem Punktestand von 29:3 Zählern die Herbstmeisterschaft. Rot-Weiss Essen (25:7) und Alemannia Aachen rangierten mit 23:9 Punkten auf den Plätzen. Die Meisterschaft der Mannschaft von Trainer Kuno Klötzer war auch am Rundenende ungefährdet.
Die Runde eröffneten die Spitzenmannschaften am 15. August 1965 jeweils mit Erfolgen. Düsseldorf gewann in Münster mit 2:0 Toren, Essen das Heimspiel gegen Eintracht Gelsenkirchen ebenfalls mit 2:0 und Aachen bezwang die Gäste von Eintracht Duisburg mit 3:0 Toren. Entscheidend für den Meisterschaftsgewinn der Düsseldorfer waren die vier Erfolge von Fortuna in den direkten Duellen gegen Essen und Aachen. Die Klötzer-Mannschaft entschied die zwei Spitzenspiele in der Vorrunde (in Aachen mit 3:0; daheim gegen Essen 4:1) wie auch in der Rückrunde (daheim gegen Aachen mit 2:0 und in Essen mit 2:1 Toren) für sich und gewann die Meisterschaft mit fünf Punkten Vorsprung. Trainer Fritz Pliska zog als Vizemeister mit RWE ebenfalls in die Aufstiegsrunde ein. Die drei Erstplatzierten waren eine Klasse für sich, Rot-Weiß Oberhausen folgte mit 14 Punkten Abstand zum Tabellendritten auf dem vierten Rang.
Als Absteiger führte der Weg von Bottrop und Horst-Emscher in das Amateurlager zurück. Bei den „Emscher Husaren“ waren die Lichter schon nach der Hinrunde mit lediglich neun Punkten ausgegangen. Bottrop – mit den Talenten Fred-Werner Bockholt und Dieter Herzog – verpasste dagegen den Klassenerhalt nur knapp. Zwei Punkte hinter Leverkusen, Herne und Gelsenkirchen kam die Mannschaft von Trainer Werner Stahl ein. Am letzten Spieltag verlor Herne bei Preußen Münster mit 1:9 Toren – der junge Erwin Kostedde zeichnete sich als vierfacher Torschütze aus –, Leverkusen verlor das Heimspiel mit 1:5 Toren gegen Aachen und Eintracht Gelsenkirchen verlor bei Schwarz-Weiß Essen mit 1:3 Toren. Lediglich Bottrop holte sich mit einem 2:0-Heimsieg gegen Bielefeld beide Punkte, die aber nichts mehr in der Tabelle bewirken konnten.
Die Torjägerliste wurde angeführt von Alfred Glenski (Aachen) mit 26 Toren, vor Heinz-Dieter Hasebrink (RWE) mit 18 Toren und Peter Meyer (Düsseldorf) mit 17 Treffern. Es folgten vier Spieler mit je 16 Toren: Waldemar Gerhardt (Fortuna Düsseldorf), Ulrich Kohn (Arminia Bielefeld), Erwin Hoffmann (Alemannia Aachen) und Reinhold Straus (Fortuna Düsseldorf)
Zur Runde 1966/67 wechselten folgende Spieler in die Fußball-Bundesliga:
- Günther Nasdalla (Viktoria Köln)
- Bernd Becker (Eintracht Gelsenkirchen)
- Christian Breuer (Alemannia Aachen)
- Jürgen Schult (Viktoria Köln)
- Jürgen Koch (Westfalia Herne)
- Fred-Werner Bockholt (VfB Bottrop)

### Abschlusstabelle
| Pl. | Verein                  | Sp. | S  | U  | N  | Tore    | Quote | Punkte |
| --- | ----------------------- | --- | -- | -- | -- | ------- | ----- | ------ |
| 1.  | Fortuna Düsseldorf      | 34  | 26 | 6  | 2  | 079:220 | +57   | 58:10  |
| 2.  | Rot-Weiss Essen         | 34  | 23 | 7  | 4  | 074:310 | +43   | 53:15  |
| 3.  | Alemannia Aachen        | 34  | 24 | 3  | 7  | 097:400 | +57   | 51:17  |
| 4.  | Rot-Weiß Oberhausen     | 34  | 16 | 5  | 13 | 061:460 | +15   | 37:31  |
| 5.  | Wuppertaler SV          | 34  | 13 | 11 | 10 | 049:430 | +6    | 37:31  |
| 6.  | Preußen Münster         | 34  | 13 | 8  | 13 | 055:470 | +8    | 34:34  |
| 7.  | Schwarz-Weiß Essen      | 34  | 13 | 8  | 13 | 047:470 | ±0    | 34:34  |
| 8.  | Hamborn 07              | 34  | 13 | 8  | 13 | 044:460 | −2    | 34:34  |
| 9.  | SC Viktoria Köln        | 34  | 13 | 8  | 13 | 051:590 | −8    | 34:34  |
| 10. | Arminia Bielefeld       | 34  | 13 | 6  | 15 | 060:580 | +2    | 32:36  |
| 11. | Eintracht Duisburg      | 34  | 11 | 8  | 15 | 047:530 | −6    | 30:38  |
| 12. | VfL Bochum (N)          | 34  | 12 | 6  | 16 | 046:660 | −20   | 30:38  |
| 13. | TSV Marl-Hüls           | 34  | 11 | 7  | 16 | 047:580 | −11   | 29:39  |
| 14. | Bayer 04 Leverkusen     | 34  | 9  | 8  | 17 | 049:750 | −26   | 26:42  |
| 15. | Westfalia Herne         | 34  | 8  | 10 | 16 | 039:660 | −27   | 26:42  |
| 16. | Eintracht Gelsenkirchen | 34  | 7  | 12 | 15 | 036:670 | −31   | 26:42  |
| 17. | VfB Bottrop (N)         | 34  | 8  | 8  | 18 | 047:680 | −21   | 24:44  |
| 18. | STV Horst-Emscher       | 34  | 6  | 5  | 23 | 042:780 | −36   | 17:51  |

| (N) | Aufsteiger der letzten Saison |

### Aufstiegsrunde zur Regionalliga West
Mittelrheinmeister SG Düren 99 verzichtete auf die Teilnahme an der Aufstiegsrunde. Es rückte der Vizemeister Bonner SC nach.
| Pl. | Verein      | Sp. | S | U | N | Tore    | Quote | Punkte |
| --- | ----------- | --- | - | - | - | ------- | ----- | ------ |
| 1.  | VfR Neuß    | 6   | 4 | 2 | 0 | 012:200 | 6,00  | 10:20  |
| 2.  | Hammer SpVg | 6   | 3 | 0 | 3 | 013:130 | 1,00  | 06:60  |
| 3.  | SSV Hagen   | 6   | 2 | 2 | 2 | 009:900 | 1,00  | 06:60  |
| 3.  | Bonner SC   | 6   | 1 | 0 | 5 | 005:150 | 0,33  | 02:10  |

Die punktgleichen Mannschaften aus Hagen und Hamm ermittelten in einem Entscheidungsspiel den zweiten Aufsteiger. Das Spiel fand am 22. Juni 1966 in der Hertener Kampfbahn Katzenbusch statt. Die Hammer setzten sich nach Münzwurf durch.
|             | Ergebnis  |           |
| ----------- | --------- | --------- |
| Hammer SpVg | 2:2 n. V. | SSV Hagen |

Nachdem Fortuna Düsseldorf und Rot-Weiss Essen den Aufstieg in die Bundesliga schafften und keine westdeutsche Mannschaft aus der Bundesliga abstieg stiegen alle vier Teilnehmer der Aufstiegsrunde auf.

## Südwest

### Saisonverlauf
Nach der Vorrunde führten im Südwesten punktgleich mit 21:9 Zählern Worms und Pirmasens die Tabelle vor Neuendorf mit 20:10 und dem Vorjahresmeister 1. FC Saarbrücken mit 19:11 Punkten an. Zum Schluss setzte sich das Team von Trainer Kurt Sommerlatt, der FK Pirmasens, mit einem Punkt Vorsprung vor dem 1. FC Saarbrücken mit Trainer Bernd Oles durch. Worms erlebte in der Rückrunde einen Einbruch und der FSV Mainz 05 – in der Hinrunde mit 15:15 Punkten im Mittelfeld – schob sich noch auf den dritten Rang nach vorne. Der Aufsteiger SV Alsenborn kam mit Trainer Otto Render und dem herausragenden Spieler Lorenz Horr auf den neunten Platz. In die Amateurliga stiegen der Ludwigshafener SC, BSC Oppau und TSC Zweibrücken ab.
Die Torjägerliste wurde von Emil Poklitar (1. FC Saarbrücken) mit 30 Treffern angeführt. Er kam am dritten Spieltag beim 11:0-Rekordsieg gegen den BSC Oppau auf sieben Tore. Karl-August Tripp (Mainz 05) mit 24 Toren, Friedel Trapp (VfR Frankenthal) und Werner Hölzenbein (TuS Neuendorf) mit jeweils 22 Toren folgten auf den Plätzen.
Den Weg in die Fußball-Bundesliga zur Runde 1966/67 fand der Torhüter Volker Danner (1. FC Saarbrücken) der einen Vertrag bei Borussia Mönchengladbach bekam.

### Abschlusstabelle
| Pl. | Verein                | Sp. | S  | U | N  | Tore    | Diff. | Punkte |
| --- | --------------------- | --- | -- | - | -- | ------- | ----- | ------ |
| 1.  | FK Pirmasens          | 30  | 17 | 7 | 6  | 062:310 | +31   | 41:19  |
| 2.  | 1. FC Saarbrücken (M) | 30  | 18 | 4 | 8  | 089:400 | +49   | 40:20  |
| 3.  | FSV Mainz 05          | 30  | 16 | 6 | 8  | 066:390 | +27   | 38:22  |
| 4.  | TuS Neuendorf         | 30  | 18 | 2 | 10 | 081:620 | +19   | 38:22  |
| 5.  | Wormatia Worms        | 30  | 14 | 4 | 12 | 052:410 | +11   | 32:28  |
| 6.  | Saar 05 Saarbrücken   | 30  | 12 | 8 | 10 | 044:390 | +5    | 32:28  |
| 7.  | VfR Frankenthal       | 30  | 12 | 7 | 11 | 055:500 | +5    | 31:29  |
| 8.  | SV 06 Völklingen      | 30  | 13 | 5 | 12 | 052:580 | −6    | 31:29  |
| 9.  | SV Alsenborn (N)      | 30  | 11 | 8 | 11 | 057:550 | +2    | 30:30  |
| 10. | SV Weisenau           | 30  | 13 | 2 | 15 | 061:660 | −5    | 28:32  |
| 11. | Südwest Ludwigshafen  | 30  | 10 | 7 | 13 | 046:500 | −4    | 27:33  |
| 12. | Phönix Bellheim       | 30  | 11 | 4 | 15 | 036:600 | −24   | 26:34  |
| 13. | Eintracht Trier       | 30  | 9  | 7 | 14 | 044:490 | −5    | 25:35  |
| 14. | Ludwigshafener SC     | 30  | 9  | 4 | 17 | 043:610 | −18   | 22:38  |
| 15. | BSC Oppau             | 30  | 9  | 3 | 18 | 037:840 | −47   | 21:39  |
| 16. | TSC Zweibrücken       | 30  | 7  | 4 | 19 | 041:810 | −40   | 18:42  |

| (M) | Regionalligameister Südwest 1964/65 |
| (N) | Aufsteiger 1964/65                  |

### Aufstiegsrunde zur Regionalliga Südwest
| Pl. | Verein              | Sp. | S | U | N | Tore    | Quote | Punkte |
| --- | ------------------- | --- | - | - | - | ------- | ----- | ------ |
| 1.  | Germania Metternich | 4   | 2 | 1 | 1 | 007:500 | +2    | 05:30  |
| 2.  | FC 08 Homburg       | 4   | 1 | 2 | 1 | 006:700 | −1    | 04:40  |
| 3.  | VfR Kaiserslautern  | 4   | 1 | 1 | 2 | 006:700 | −1    | 03:50  |

## Süd

### Saisonverlauf
Im Süden schob sich im Jahr nach dem Aufstieg von Bayern München der 14. der Runde 1964/65, FC Schweinfurt 05, überraschend nach vorne und lieferte sich einen Zweikampf um die Meisterschaft mit Kickers Offenbach. Nach der Hinrunde hatte Offenbach noch mit 27:7 Punkten einen Zähler Vorsprung gegenüber Schweinfurt, den die Unterfranken aber in der Rückrunde in einen Punkt Vorsprung verwandeln konnten und damit die Meisterschaft für sich entschieden. In den direkten Duellen der Spitzenteams setzte sich jeweils die Heimmannschaft durch. Am Schlusstag, den 22. Mai 1966, begnügten sich die beiden führenden Vereine jeweils mit einem 1:1 gegen Rüsselsheim (Schweinfurt) und den Absteiger VfR Pforzheim (Offenbach). Trainer Gunther Baumann konnte mit dem neuen Meister auf die beste Abwehr im Süden bauen (39 Gegentore), hatte aber auch mit Manfred Berz, Kurt Dachlauer, Günther Masurek, Manfred Rühr und Rolf Schweighöfer torgefährliche Stürmer in seinem Angriff. Dagegen hatte die Mannschaft von Trainer Kurt Baluses, Kickers Offenbach, knappe Vorteile in der Offensive durch Torjäger Siegfried Gast, Gerd Becker, Georg Tripp und den immer noch torgefährlichen Hermann Nuber (78 Tore). Mit Waldhof Mannheim (Wolfgang Höfig, Rolf Lederer, Heinz Schmitt), SpVgg Fürth (Paul Derbfuß, Norbert Knopf, Klaus Slatina, Bernd Windhausen), Stuttgarter Kickers (Herbert Dienelt, Horst Haug, Rudi Kröner, Rolf Steeb), Hessen Kassel (Rolf Fritzsche, Ernst Kuster, Walter Liebich, Karl Loweg) und dem 1. FC Pforzheim (Siegfried Agurew, Friedemann Paulick, Dieter Volkmann) folgten mit deutlichem Abstand fünf Mannschaften mit positiver Punktebilanz. Die Pforzheimer verbesserten sich gegenüber dem Vorjahr von dem 13. Rang auf Platz sieben und hatten 36:32 Punkte in der Abschlusstabelle. Der Vizemeister von 1965, SSV Reutlingen (Rolf Schafstall, Ernst Kreuz), konnte die Leistung nicht wiederholen und kam nicht über den achten Rang hinaus. Von den drei Neulingen schnitt Opel Rüsselsheim (Karl-Heinz Kamp, Helmut Kleinböhl, Friedel Späth) als Zehnter am besten ab, die SpVgg Weiden (Jürgen Glinka, Manfred Linz) und der VfR Pforzheim (Gerhard Wanner, Manfred Schwalm) mussten wieder in das Amateurlager zurück. Der Abstiegskampf war dramatisch. Am letzten Spieltag, den 22. Mai 1966, verlor der Freiburger FC (Werner Anzill, Gerd Klier) sein Heimspiel mit 1:2 Toren gegen Darmstadt, Weiden ebenfalls das Heimspiel mit 2:4 Toren gegen Kassel und der ESV Ingolstadt (Peter Dietrich, Willibald Mikulasch, Wilhelm Zott) trennte sich nach einer 4:2-Führung vom VfR Mannheim mit 4:4 Toren Remis. Das bedeutete den punktgleichen Abstieg von Ingolstadt gegenüber Freiburg durch das schlechtere Torverhältnis.
Die Torjägerliste wurde angeführt von:
- Willibald Mikulasch (ESV Ingolstadt) 29 Tore
- Wolfgang Breuer (Bayern Hof) 27 Tore
- Norbert Knopf (SpVgg Fürth) 24 Tore
- Werner Anzill (Freiburger FC) 22 Tore
- Siegfried Gast (OFC) 21 Tore
- Franz Schäffner (VfR Mannheim) 20 Tore

Zur Runde 1966/67 wechselten folgende Spieler in die Fußball-Bundesliga:
- Willibald Mikulasch (ESV Ingolstadt)
- Rolf Schweighöfer (FC Schweinfurt 05)
- Horst Blechinger (TSV Schwaben Augsburg)
- Peter Dietrich (ESV Ingolstadt)

### Abschlusstabelle
| Pl. | Verein               | Sp. | S  | U  | N  | Tore    | Quote | Punkte |
| --- | -------------------- | --- | -- | -- | -- | ------- | ----- | ------ |
| 1.  | FC Schweinfurt 05    | 34  | 22 | 5  | 7  | 074:390 | +35   | 49:19  |
| 2.  | Kickers Offenbach    | 34  | 20 | 8  | 6  | 078:480 | +30   | 48:20  |
| 3.  | SV Waldhof Mannheim  | 34  | 18 | 3  | 13 | 078:600 | +18   | 39:29  |
| 4.  | SpVgg Fürth          | 34  | 16 | 6  | 12 | 070:520 | +18   | 38:30  |
| 5.  | Stuttgarter Kickers  | 34  | 14 | 9  | 11 | 065:520 | +13   | 37:31  |
| 6.  | KSV Hessen Kassel    | 34  | 13 | 10 | 11 | 070:620 | +8    | 36:32  |
| 7.  | 1. FC Pforzheim      | 34  | 13 | 10 | 11 | 048:460 | +2    | 36:32  |
| 8.  | SSV Reutlingen 05    | 34  | 14 | 6  | 14 | 060:500 | +10   | 34:34  |
| 9.  | Bayern Hof           | 34  | 12 | 10 | 12 | 071:630 | +8    | 34:34  |
| 10. | Opel Rüsselsheim (N) | 34  | 13 | 8  | 13 | 058:610 | −3    | 34:34  |
| 11. | Schwaben Augsburg    | 34  | 13 | 7  | 14 | 066:620 | +4    | 33:35  |
| 12. | VfR Mannheim         | 34  | 10 | 13 | 11 | 055:600 | −5    | 33:35  |
| 13. | SV Darmstadt 98      | 34  | 14 | 5  | 15 | 054:710 | −17   | 33:35  |
| 14. | FSV Frankfurt        | 34  | 14 | 4  | 16 | 061:760 | −15   | 32:36  |
| 15. | Freiburger FC        | 34  | 11 | 7  | 16 | 055:590 | −4    | 29:39  |
| 16. | ESV Ingolstadt       | 34  | 12 | 5  | 17 | 063:750 | −12   | 29:39  |
| 17. | SpVgg Weiden (N)     | 34  | 10 | 7  | 17 | 051:640 | −13   | 27:41  |
| 18. | VfR Pforzheim (N)    | 34  | 4  | 3  | 27 | 045:122 | −77   | 11:57  |

| (N) | Aufsteiger 1966/67 |

### Aufstiegsrunde zur Regionalliga Süd
Germania Wiesbaden als Meister der 1. Amateurliga Hessen und der BC Augsburg, als Meister der Bayernliga stiegen direkt in die Regionalliga Süd auf. Die Meister der 1. Amateurligen: Südbaden, Nordbaden, Nordwürttemberg und Schwarzwald-Bodensee spielten in einer Aufstiegsrunde den dritten Aufsteiger aus. Den Aufstieg schaffte der Meister vom Schwarzwald-Bodensee: FC 08 Villingen.
| Pl. | Verein            | Sp. | S | U | N | Tore    | Diff. | Punkte |
| --- | ----------------- | --- | - | - | - | ------- | ----- | ------ |
| 1.  | FC 08 Villingen   | 6   | 0 | 0 | 0 | 012:800 | +4    | 09:30  |
| 2.  | FC Germania Forst | 6   | 0 | 0 | 0 | 014:100 | +4    | 08:40  |
| 3.  | Normannia Gmünd   | 6   | 0 | 0 | 0 | 008:800 | ±0    | 05:70  |
| 4.  | SV Oberkirch      | 6   | 0 | 0 | 0 | 007:150 | −8    | 02:10  |

## Aufstiegsrunde zur Bundesliga

### Qualifikationsspiel
|                                                                     | Gesamt |              | Hinspiel | Rückspiel |
| ------------------------------------------------------------------- | ------ | ------------ | -------- | --------- |
| 1. FC Saarbrücken                                                   | 7:0    | Göttingen 05 | 4:0      | 3:0       |
| damit ist der 1. FC Saarbrücken für die Aufstiegsrunde qualifiziert |        |              |          |           |

### Gruppe 1
Nach dem vierten Spieltag führte überraschend der Südwest-Vertreter FK Pirmasens nach je zwei Siegen und Unentschieden mit 6:2 Punkten die Tabelle an. Am vorletzten Spieltag, dem 22. Juni 1966, egalisierte Fortuna Düsseldorf mit einem 2:0-Heimsieg gegen den FKP den Punktestand auf jeweils 6:4 Zähler und somit entschied der letzte Spieltag am 26. Juni. Trainer Kuno Klötzer reiste mit Düsseldorf zum Bieberer Berg nach Offenbach und Trainer Kurt Sommerlatt war mit Pirmasens der Gastgeber von Hertha BSC. Der FKP setzte sich mit 2:1 Toren gegen Hertha durch, Düsseldorf gewann zumindest in der Höhe überraschend deutlich mit 5:1 Toren in Offenbach und entschied damit punktgleich mit den Pfälzern das Aufstiegsrennen mit dem besseren Torquotienten für sich.
Die in der Aufstiegsrunde eingesetzten Spieler von Fortuna Düsseldorf:
Dirk Krüssenberg, Hans-Josef Hellingrath, Gert Wünsche, Werner Jestremski, Werner Biskup, Horst Häfner, Manfred Krafft, Hilmar Hoffer, Reinhold Straus, Peter Meyer, Waldemar Gerhardt, Jürgen Schult, Willi Marzok, Bernhard Steffen.

#### Abschlusstabelle
| Pl. | Verein             | Sp. | S | U | N | Tore    | Quote | Punkte |
| --- | ------------------ | --- | - | - | - | ------- | ----- | ------ |
| 1.  | Fortuna Düsseldorf | 6   | 4 | 0 | 2 | 017:800 | 2,13  | 08:40  |
| 2.  | FK Pirmasens       | 6   | 3 | 2 | 1 | 010:800 | 1,25  | 08:40  |
| 3.  | Hertha BSC         | 6   | 2 | 1 | 3 | 008:110 | 0,73  | 05:70  |
| 4.  | Kickers Offenbach  | 6   | 1 | 1 | 4 | 005:130 | 0,38  | 03:90  |

### Gruppe 2
Auch hier wurde der Aufstieg nach Punktgleichstand durch das bessere Torverhältnis entschieden. Rot-Weiss Essen eröffnete die Spielfolge mit einer 0:1-Niederlage bei St. Pauli, legte dann eine Serie von vier siegreichen Spielen hin und verlor am Schlusstag das Heimspiel vor 36.000 Zuschauern im Stadion an der Hafenstraßen wiederum mit 0:1 Toren gegen das Millerntor-Team. Somit hatten beide Mannschaften 8:4 Punkte, RWE hatte aber den um 0,42 besseren Torquotienten und stieg damit in die Bundesliga auf.
Für RW Essen kamen folgende Spieler zum Einsatz:
Hermann Roß, Adolf Steinig, Werner Kik, Manfred Frankowski, Klaus Fetting, Hans Dörre, Herbert Weinberg, Willi Koslowski, Helmut Littek, Heinz-Dieter Hasebrink, Willi Lippens und Ekkehard Feigenspan.
Trainer: Fritz Pliska

#### Abschlusstabelle
| Pl. | Verein            | Sp. | S | U | N | Tore    | Quote | Punkte |
| --- | ----------------- | --- | - | - | - | ------- | ----- | ------ |
| 1.  | Rot-Weiss Essen   | 6   | 4 | 0 | 2 | 010:600 | 1,67  | 08:40  |
| 2.  | FC St. Pauli      | 6   | 4 | 0 | 2 | 010:800 | 1,25  | 08:40  |
| 3.  | 1. FC Saarbrücken | 6   | 2 | 1 | 3 | 012:110 | 1,09  | 05:70  |
| 4.  | FC Schweinfurt 05 | 6   | 1 | 1 | 4 | 006:130 | 0,46  | 03:90  |